# Porto Rashid

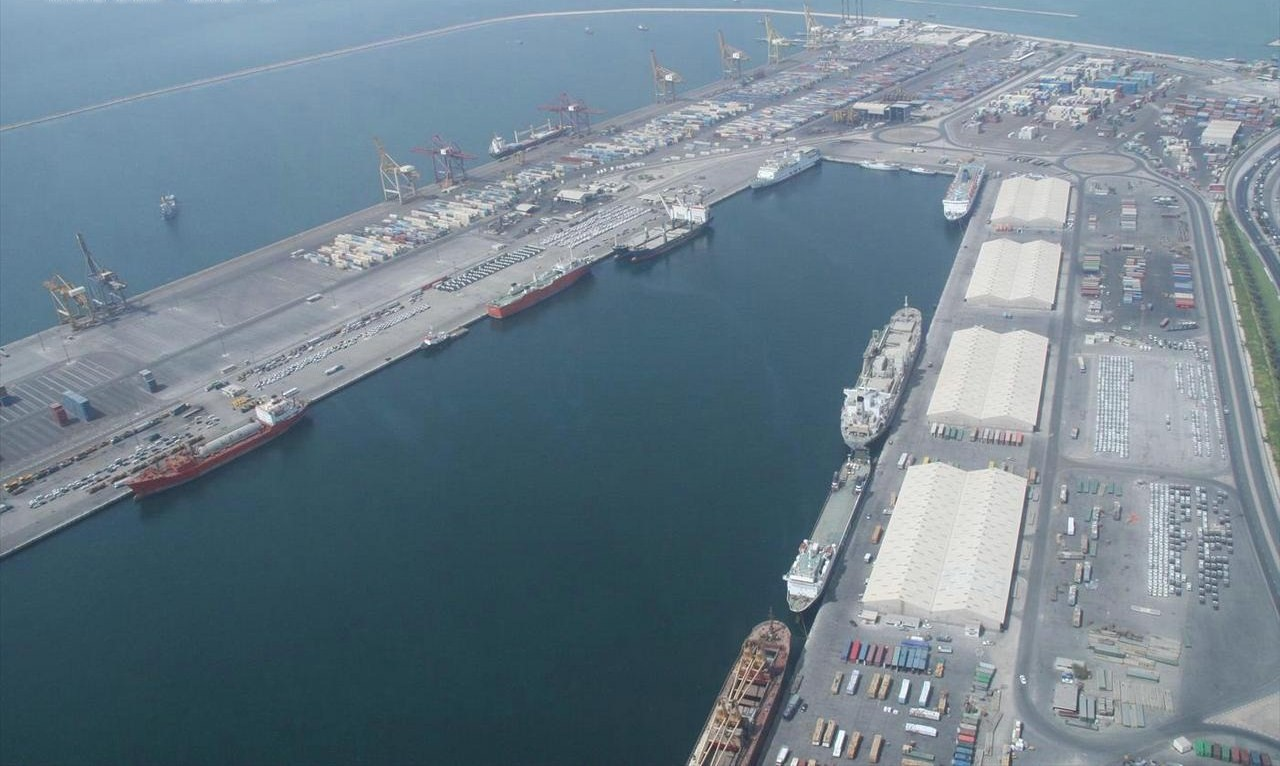

Porto Rashid (Arabic: ميناء راشد‎; transliteração: mina'a rāšid) é o porto comercial da cidade de Dubai, no emirado de Dubai, nos Emirados Árabes Unidos. Tem 103 piers com 1.450 metres de doca, o que torna o porto com maior capacidade no Golfo Pérsico, embora o Jebel Ali é maior, mas com menos capacidade. Ele também tem uma capacidade de armazenar vinte mil contêineres.
Ela recebeu seu nome do Xeque Rashid  bin Saeed Al Maktoum e foi inaugurado em 1972 com apenas duas docas e cem mil metros da superfície. Atualmente, sua superfície é 615.000 metros quadrados.
Em 1972, o porto só tinha duas gruas e um pórtico de capacidade inferior a 100.000 conteriner. Em 1978, o porto foi expandido para incluir 35 beliches (cinco dos quais puderam ser utilizados pelo maior recipiente navios na altura). Hoje, o porto (que tem uma profundidade de 13 metros (43 pés) tem 9 canteiro guindastes e uma capacidade de 1.500,000 conteiner.
Hoje, Porto Rashid fornece cais para carga geral, RoRo e embarcações de passageiros. No início de 1980, Porto Rashid foi suplementado pelo Jebel Ali, que está mais longe do centro comercial de Dubai, perto da fronteira com Abu Dhabi.
Em 1991, foi anexada ao porto de Jebel Ali pela Autoridade Dubai Ports que gere os dois portos. Tem uma entrada de 190 metros e uma profundidade de 13 metros, no interior profundidade mínima é 11,5 metros; também tem um tubo de óleo final, há um terminal de navio de cruzeiro que abriu, em 2001.
As tem instalações portuárias tem facilidades como pra soldados da Marinha Americana que  desembarcaram e, muitas vezes, e fazer visitas às praias e zonas comerciais.
Adjacente ao porto são Dubai Drydocks e Cidade Maritima de Dubai. Ambas estas instalações foram construídas, devido à proximidade do porto Rashid. Mas, em janeiro de 2008, foi anunciado que o porto seria revitalizado. Todas as operações de carga se deslocam para o Jebel Ali  até ao final de março de 2008. Porto Rashid vai se transformar em um terminal cruzeiro. Além disso, parte do porto será valorizado pela Nakheel para criar "uma dinâmica de utilização mista waterfront urbana" que irá trazer 200.000 habitantes.